# NGC 5218
NGC 5218 este o galaxie spirală situată în constelația Ursa Mare. A fost descoperită în 19 martie 1790 de către William Herschel. Se află la o distanță de 41,1 de megaparseci de Pământ.